# Rhombophryne coudreaui
Espèce
Synonymes
- Plethodontohyla coudreaui Angel, 1938

Statut de conservation UICN

 NT  : Quasi menacé
Rhombophryne coudreaui est une espèce d'amphibiens de la famille des Microhylidae.

## Répartition

Aire de répartition de Rhombophryne coudreaui.

Cette espèce est endémique de Madagascar. Elle n'est connue que dans quatre zones du Nord-Est et de l'Est de l'île : la réserve naturelle intégrale de Betampona, le parc national de Marojejy, la forêt d'Ambolokopatrika et le parc national de Masoala. Elle est présente de 200 à 1 000 m d'altitude,.

## Description
Rhombophryne coudreaui mesure environ 25 à 30 mm. Son dos, granuleux, est brun clair.

## Étymologie
Cette espèce est nommée en l'honneur de Jean Coudreau (fl. 1961).

## Publication originale
- Angel, 1938 : Description d'un Amphibien nouveau de Madagascar, appartenant au genre Plethodontohyla. Bulletin du Museum National d'Histoire Naturelle, Paris, sér. 2, vol. 10, p. 260-261.